# Розлопи-Кольонія
Розлопи-Кольонія (пол. Rozłopy-Kolonia) — село в Польщі, у гміні Сулув Замойського повіту Люблінського воєводства.
Населення — 99 осіб (2011).
У 1975-1998 роках село належало до Замойського воєводства.

## Демографія
Демографічна структура станом на 31 березня 2011 року:
|          | Загалом | Допрацездатний вік | Працездатний вік | Постпрацездатний вік |
| -------- | ------- | ------------------ | ---------------- | -------------------- |
| Чоловіки | 51      | 12                 | 34               | 5                    |
| Жінки    | 48      | 8                  | 27               | 13                   |
| Разом    | 99      | 20                 | 61               | 18                   |